# 登録検査等事業者等規則
登録検査等事業者等規則（とうろくけんさとうじぎょうしゃとうきそく、平成9年9月26日郵政省令第76号）は、電波法に基づき無線設備等の検査又は点検の事業を行う者の登録及び検査又は点検の実施について定めることを目的とする総務省令である。

## 構成
2024年（令和6年）12月17日現在
第1章 総則
第2章 検査等事業者の登録手続
第3章 外国点検事業者の登録手続
第4章 登録に係る検査又は点検の実施等
第5章 雑則
附則

## 概要
本規則は、従前は地方電気通信監理局（現・総合通信局）および沖縄郵政管理事務所（現・沖縄総合通信事務所）が実施していた無線局の落成検査、定期検査、変更検査についてその一部の実施を民間に開放するにあたり必要な事項を定めたものといえる。
なお、本規則は#沿革の項にみるように制度改変に伴い名称をかえてきた。

## 申請
登録の申請は、本規則第2条第1項により総合通信局（沖縄総合通信事務所を含む。以下同じ。）に提出する。 外国で点検する事業者は、本規則第9条第1項により関東総合通信局に提出する。
本規則第2条第2項により、申請書には業務実施方法書その他の書類を添付する必要があり、この業務実施方法書には、業務の実施方法を規定することはもちろん、点検のみを行う事業者（通称は、登録点検事業者）には点検員を、検査も行う事業者（通称は、登録検査事業者）には判定員も要するので、これらが要件を満たすことの証明書も要する。

## 点検員
点検員の要件は電波法第24条の2第4項第1号に基づく同法別表第1によるが、別表第1第1項にある陸上特殊無線技士は、本規則第2条第2項第2号ニにより第一級陸上特殊無線技士に限られる。
また、本規則第2条第3項により、第一級陸上特殊無線技士又は第一級アマチュア無線技士は海岸局、航空局、船舶局及び航空機局の点検はできない。
登録検査等事業者等#点検員も参照

## 判定員
判定員の要件は電波法第24条の2第4項第3号に基づく同法別表第4によるが、別表第4第3項にある陸上特殊無線技士は、本規則第2条第6項により第一級陸上特殊無線技士に限られる。
また、本規則第2条第7項により、第一級陸上特殊無線技士は海岸局、航空局、船舶局及び航空機局の判定はできない。
登録検査等事業者等#判定員も参照

## 更新
本規則第3条により、登録検査事業者の登録の更新申請は、登録の有効期間満了前3ヶ月以上6ヶ月を超えない期間に行わなければならない。

## 人の生命又は身体の安全の確保のためその適正な運用の確保が必要な無線局
本規則第15条には「人の生命又は身体の安全の確保のためその適正な運用の確保が必要な無線局」を規定している。
すなわち、登録検査事業者による検査ができない無線局である。
本規則第19条第3項にはまた、この規定を基に「登録検査等事業者等が無線設備等の点検を行うことができる無線局」を規定している。
重複を避けるため、詳細は登録検査等事業者等#検査が可能な無線局および登録検査等事業者等#点検が可能な無線局を参照。

## 沿革

### 無線局認定点検事業者規則
1997年（平成9年）- 平成9年郵政省令第76号として制定、当初の構成は次のとおり。
第1章 総則
第2章 無線設備等の点検の事業
第3章 認定点検の実施等
附則
点検できる無線局の種別毎に第一種・第二種・第三種点検事業者が規定された。
所定の業務経歴を有する無線従事者は、資格毎に次の点検事業者の点検員になれることとなった。
- 第一種点検事業者
  - 第一級総合無線通信士・第一級陸上無線技術士・第一級海上無線通信士
- 第二種点検事業者
  - 第二級総合無線通信士・第二級陸上無線技術士・第二級海上無線通信士
  - 航空無線通信士
  - 第一級アマチュア無線技士
- 第三種点検事業者
  - 第三級総合無線通信士
  - 第四級海上無線通信士
  - 第一級陸上特殊無線技士

### 認定点検事業者等規則
1999年（平成11年）- 平成11年郵政省令第8号により一部改正
第2章 無線設備等の点検の事業
第3章 認定点検の実施等
が、
第2章 事業者の点検能力の認定
- 第1節 認定の区分等
- 第2節 点検能力の認定手続

第3章 認定に係る点検の実施
に改められた。
- 外国で点検を行う者も点検事業者になれることとなった。
- 特定無線設備の区分が追加された。

2001年（平成13年）- 中央省庁再編で郵政省廃止、総務省設置
- 中央省庁等改革のための郵政省関係省令の整備に関する省令[2]第111条により総務省令となる。

### 登録点検事業者等規則
2004年（平成16年）- 平成16年総務省令第3号により一部改正
第2章 事業者の点検能力の認定
- 第1節 認定の区分等
- 第2節 点検能力の認定手続

第3章 認定に係る点検の実施
が、
第2章 点検事業者の登録
第3章 登録に係る点検の実施等
に改められた。
- 事業者は認定制から登録制となった。
- 区分が廃され、事業者は点検を行う無線局の種別を登録するものとされた。
- 点検員になれる所定の業務経歴を有する無線従事者は、次のとおりとなった。
  - 第一級・第二級・第三級総合無線通信士
  - 各級陸上無線技術士
  - 第一級・第二級・第四級海上無線通信士
  - 航空無線通信士
  - 第一級陸上特殊無線技士（海岸局・航空局・船舶局・航空機局を除く。）
  - 第一級アマチュア無線技士（同上）

### 登録検査等事業者等規則
2011年（平成23年）- 平成23年総務省令第75号により一部改正
第2章 点検事業者の登録
第3章 登録に係る点検の実施等
第4章 雑則
が、
第2章 検査等事業者の登録手続
第3章 外国点検事業者の登録手続
第4章 登録に係る検査又は点検の実施等
第5章 雑則
に改められた。
- 事業者は検査又は点検を行う者と点検のみを行う者との区別ができた。
- 次の無線従事者で所定の業務経歴を有する者が、検査を行う事業者の判定員になれることとなった。
  - 第一級総合無線通信士
  - 各級陸上無線技術士
  - 第一級海上無線通信士

## その他
登録検査等事業者等の登録の要件には、所要の測定器等について較正を計画することがその一つとされている。

この規定は無線局認定点検事業者規則制定時からあり、測定器等の較正に関する規則があわせ制定された。